# Jens Jeremies
Jens Jeremies (* 5. März 1974 in Görlitz) ist ein ehemaliger deutscher Fußballspieler, der für Dynamo Dresden, den TSV 1860 München und den FC Bayern München in der Bundesliga aktiv war. Er war außerdem 55-maliger deutscher Nationalspieler. Mit dem FC Bayern gewann der defensive Mittelfeldspieler 2001 die Champions League.

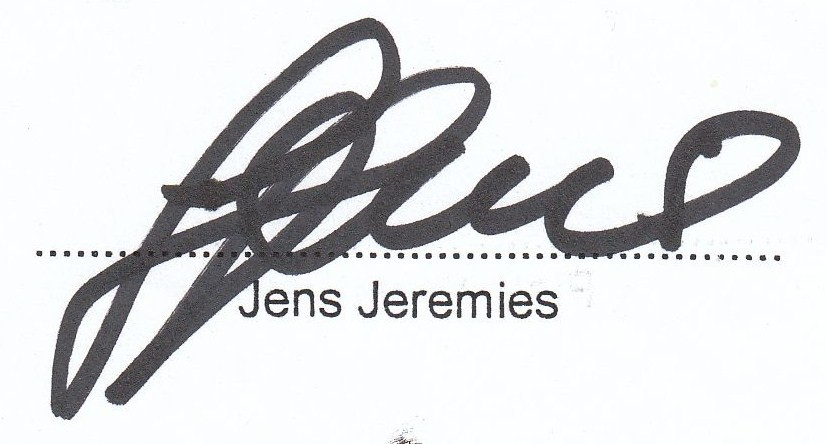
Autogramm von Jens Jeremies aus seiner Zeit bei 1860 München

## Karriere

### Vereine
Vom sechsten bis zwölften Lebensjahr spielte Jeremies für seinen Heimatverein Motor Görlitz und bis zum 18. in der Jugendabteilung von Dynamo Dresden. Ab der Saison 1992/93 gehörte er dem Profi-Kader des Vereins an, der aufgrund des zweiten Tabellenplatzes der letzten DDR-Oberliga die Qualifikation zur Bundesliga erreichte. In dieser debütierte Jeremies erst am 1. April 1995 (24. Spieltag) bei der 1:3-Niederlage gegen den TSV 1860 München; sein erstes Tor erzielte er am 6. Mai 1995 (29. Spieltag) beim 1:1-Unentschieden im Heimspiel gegen den VfB Stuttgart. In 10 Partien insgesamt war Jeremies für die Dresdner Dynamos im Fußballoberhaus aktiv.
Von 1995 bis 1998 spielte er 78 Mal (zwei Tore) für den TSV 1860 München, für den er auch fünfmal (ein Tor) im DFB-Pokal- und dreimal im UEFA-Pokal-Wettbewerb zum Einsatz kam. Mit dem Wechsel zum Liga- und Stadtrivalen FC Bayern München, für den er von 1998 bis 2006 aktiv war, stellten sich auch seine größten Vereinserfolge ein. In dieser Zeit absolvierte er 163 Punktspiele (sechs Tore), 55 Champions-League- (fünf Tore), 27 DFB-Pokal- (zwei Tore) und sechs Ligapokal-Spiele. Im Champions-League-Halbfinale 2001 spielte er nur zwölf Tage nach einer Knieoperation und erzielte den Siegtreffer zum 2:1 gegen Real Madrid, der den Einzug des FC Bayern München ins Finale sicherte, konnte wegen einer zweiten Knieoperation allerdings nicht im Endspiel eingesetzt werden. Der Gewinn der Champions League für den FC Bayern im gleichen Jahr markiert dennoch Jeremies' größten Erfolg als Spieler. Sein Vertrag lief zum Ende der Saison 2005/06 aus. Der damalige FCB-Trainer Felix Magath setzte sich für einen Verbleib des in die Jahre gekommenen Abräumers ein. Wegen anhaltender Verletzungsprobleme beendete Jeremies 2006 im Alter von 32 Jahren seine Karriere. Sein letztes Bundesligaspiel bestritt er am 13. Mai 2006 (34. Spieltag) beim 3:3-Unentschieden im Heimspiel gegen Borussia Dortmund. In seiner letzten Saison absolvierte er 13 Bundesligaspiele, die meisten als Einwechselspieler.

### Nationalmannschaft
Jeremies bestritt sein erstes Länderspiel am 7. Oktober 1995 in Solingen mit der U-21-Nationalmannschaft im Qualifikationsspiel zur U-21-Europameisterschaft 1996, das man 3:1 über die Auswahl Moldawiens gewann. In seinem zweiten Einsatz gelang ihm auch sein erstes Tor; das Spiel am 10. Oktober 1995 in Cardiff gewann er mit der Auswahlmannschaft mit 5:1 Toren gegen die walisische Auswahl. Beim 7:0-Erfolg über die Auswahl Bulgariens am 14. November 1995 in Frankfurt (Oder) blieb er ohne Torerfolg.
Für die A-Nationalmannschaft kam er erstmals am 15. November 1997 in Düsseldorf in einem Test-Länderspiel beim 3:0-Erfolg über Südafrika zum Einsatz. Sein einziges Tor in 55 Spielen war der 1:0-Führungstreffer beim 2:0-Sieg am 31. März 1999 in Nürnberg gegen Finnland – dieser Treffer gewann die Wahl zum Tor des Monats. Vor der Europameisterschaft 2000 wurde Jeremies von Bundestrainer Erich Ribbeck aufgrund seiner Äußerung, dass die Nationalmannschaft in einem „jämmerlichen Zustand“ sei, kurzzeitig suspendiert.
Jeremies nahm sowohl an den Weltmeisterschaften 1998 (drei Spiele) und 2002 (sieben Spiele) als auch an den Europameisterschaften 2000 (zwei Spiele) und 2004 (ein Spiel, zugleich sein letztes) teil.
Am 16. Juli 2004 erklärte er seinen Rücktritt als Nationalspieler.

### Weitere Laufbahn
Durch seinen ehemaligen Spielerberater Jürgen Milewski war Jeremies bei dem Vermarkter IMG angestellt. Inzwischen ist er in der Beraterfirma T21+ tätig, die unter anderem die Fußballer Leroy Sané und Martin Harnik berät.
Jens Jeremies ist Stiftungsgründer von „Der Jugend Ihre Zukunft“, einer Institution, die Kindern und Jugendlichen in sozialer Not hilft und ihnen langfristig Zukunftsperspektiven verschafft.
Jens Jeremies lebt mit seiner Familie in Ottobrunn. Am 28. April 2012 spielten Die Toten Hosen im Rahmen ihrer Magical Mystery Tour, bei denen sie durch knapp 20 Wohnzimmer zum 30. Bandjubiläum tourten, ein „Wohnzimmerkonzert“ im Partykeller von Jeremies. Laut Aussagen der Band hatte sich Jeremies wie 4500 andere ganz regulär beworben. Die Begründung war, dass er den Toten Hosen trotz des Songs Bayern auf dem Album Unsterblich die Treue gehalten hätte und nun eine „Entschädigung“ forderte.

## Erfolge
- Vize-Weltmeister: 2002
- Weltpokal-Sieger: 2001
- Champions-League-Sieger: 2001
- Champions-League-Finalist: 1999
- UEFA Supercup Finalist: 2001
- Deutscher Meister (6): 1999, 2000, 2001, 2003, 2005, 2006
- DFB-Pokal-Sieger (4): 2000, 2003, 2005, 2006
- Ligapokal-Sieger (4): 1998, 1999, 2000, 2004

## Auszeichnungen
- Torschütze des Monats: März 1999
- Kicker-Mittelfeldspieler des Jahres (defensiv): 2001